# Chrześcijaństwo wśród Mongołów

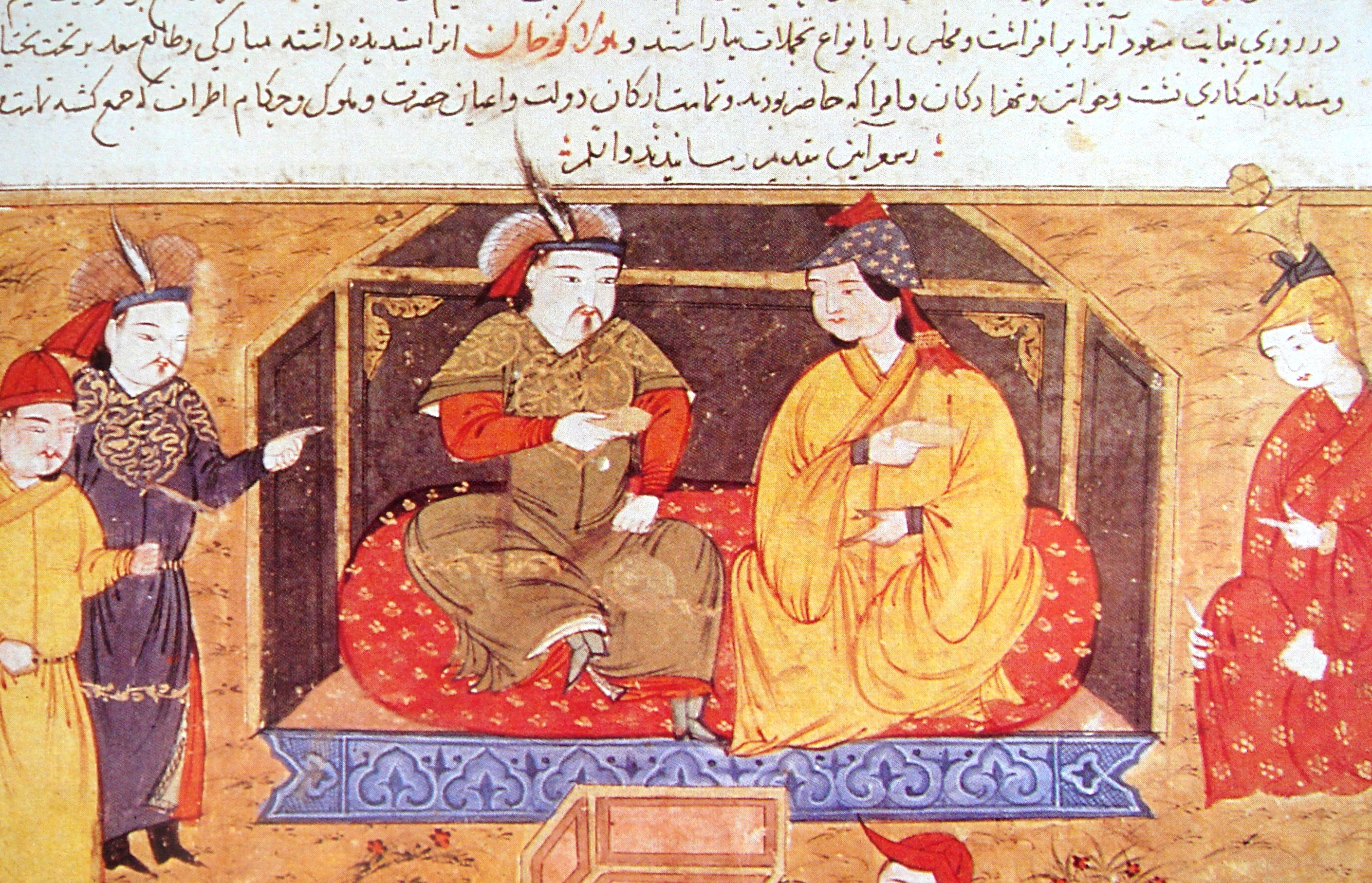
Hulagu-chan, wnuk Czyngis-chana i założyciel mongolskiego państwa Ilchanów, na tronie z chrześcijańską królową Dokuz-chatun z klanu Kereitów.

Obecnie Mongołowie są przede wszystkim buddystami, jednak za czasów imperium mongolskiego i wcześniej byli wyznawcami szamanizmu, zaś wielu wśród nich było chrześcijanami. Byli tolerancyjni wobec innych religii i zwykle wspierali wiele naraz. Nestoriański wówczas Kościół Wschodu nawracał ich już od VII wieku, przez co niektóre klany były stricte chrześcijańskie. Synowie Czyngis-chana pojęli za żony nestorianki z plemienia Kereitów; żona Mongkego, czyngisowego wnuka, także była nestorianką.
Chrześcijaństwo rytu syryjskiego było nieco inne od praktykowanego na zachodzie przez co niektórzy Europejczycy spoglądali nań jako herezję z powodu w jaki postrzegało naturę Jezusa. Jednocześnie w historiografii pojawiała się postać mitycznego księdza Jana wielkiego, chrześcijańskiego przywódcy ze wschodu, którego wojska miały przybyć z pomocą w krucjatach. Jedna z wersji tej legendy łączyła tę postać z To’oriłem Ong-chanem, wodzem klanu Kereitów.
Kiedy Mongołowie podbili północne Chiny, zakładając dynastię Yuan (1271–1368) nestorianizm został przywrócony temu państwu po kilkusetletniej przerwie. Wraz z rozwojem terytorialnym chrześcijańskie sympatie dworu, podsycane przez wpływowe żony chanów, doprowadziły do zmian w systemie strategicznym. Po pobiciu Bagdadu w 1258 Mongołowie wymordowali wielu mieszkańców, jednak chrześcijanie zostali oszczędzeni. Kiedy wkroczyli do Palestyny pojawiła się nawet idea sformowania franko-mongolskiego przymierza przeciwko muzułmanom.
Mongolskie kontakty z zachodem doprowadziły także do wielu wypraw misjonarskich na wschód, głównie franciszkanów i dominikanów, mających na celu podporządkowanie Mongołów kurii rzymskiej.

## Tło

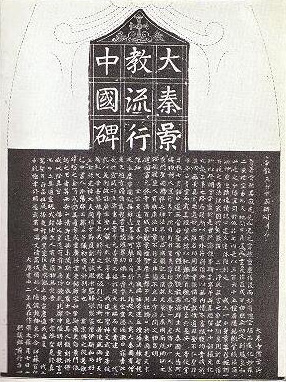
Stela z Xi’an, wzniesiona w 781 roku.

Mongołowie byli nawracani na chrześcijaństwo od VII wieku. Wiele szczepów mongolskich, jak Kereici, Najmanowie, Merkici czy Ongutowie i w znacznej części Kara Kitajowie (praktykujący również buddyzm) było nestorianami.
Hołdującym szamanistycznym wierzeniom Czyngis-chan był tolerancyjny wobec innych wyznań. Jako młody wojownik Temudżyn przysięgał oddanie swym wojownikom w 1200 roku; wśród 20 mężczyzn reprezentujących 9 plemion było „kilku chrześcijan, trzech muzułmanów oraz paru buddystów”.
Jego synowie pojęli za żony chrześcijańskie kobiety z klanu Kereitów; te zyskały później niemały wpływ na dworze chanów. Za panowania Mongkego, wnuka Czyngisa, największy wpływ religijny mieli nestorianie.
Wśród chrześcijan na mongolskich dworach znajdowali się między innymi:
- Sorkaktani-beki, żona Tołuja, synowa Czyngisa oraz matka Mongkego, Kubiłaja, Hulagu oraz Arika Bokego, którzy również pojęli za żony chrześcijańskie księżniczki[12][14][15]
- Dokuz-chatun, żona Hulagu oraz matka ilchana Abagi[16], który poślubił Marię Paleologinę, córkę cesarza bizantyńskiej Michała VIII w 1265 roku. Po śmierci Dokuz Maria pełniła rolę ambasadora chrześcijańskiego w państwie ilchanów.
- Sartak-chan, syn Batu-chana, który przyjął chrześcijaństwo[17]
- Kitboga[18], generał mongolskich sił w Lewancie, walczył wespół z chrześcijańskimi wasalami
- Jabalaha III, Ongut znany wcześniej jako raban Markos, który został Patriarchą Wschodu, piastując tę funkcję w latach 1281–1317[19]
- Bar Sauma, mnich, który wyruszył na pielgrzymkę z Chanbałyk (dzisiejszy Pekin) do Rzymu w 1287 roku, przynosząc zachodniemu światu świadectwo o wadze nestoriańskiej wiary wśród Mongołów

## Praktyki

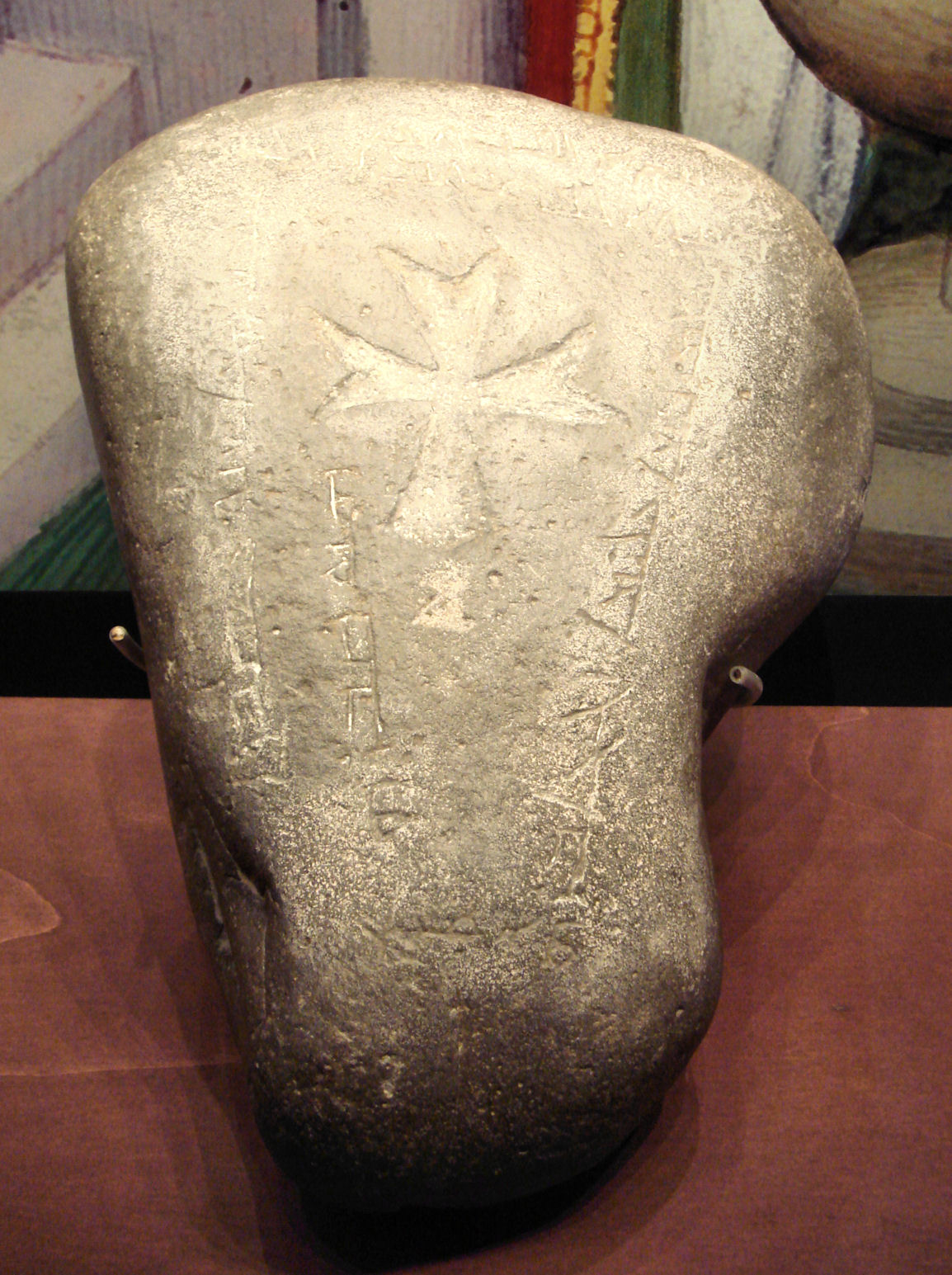
Nestoriański nagrobek z ok. 1312 roku z inskrypcjami alfabetem syryjskim, odnaleziony w Issyk-kul.

Wedle antropologa Jacka Weatherforda chrześcijaństwo nomadycznych Mongołów mogło znacząco się różnić od praktyk przyjętych na zachodzie. Mongołowie nie budowali kościołów, ani monastyrów, lecz opierali się na zapoczątkowanym przez Tomasza Apostoła systemie wędrujących mnichach. Ich styl bazował bardziej na praktykach niż wierzeniach. Głównym elementem przyciągającym dla wielu były opowieści o zmartwychwstałym Jezusie leczącym chorych, przez co praktyki chrześcijańskie zostały połączone z opieką nad chorymi. Jezus był uważany za potężnego szamana, zaś jego imię brzmiało podobnie do mongolskiego jesu oznaczającego świętą cyfrę „9”. Wbrew poglądom Weatherforda istnieją dowody na funkcjonowanie permanentnego kościoła nestoriańskiego w Karakorum oraz innego w Ołon Sume. Fakt stosowania jurt-kościołów jest także dobrze udokumentowany.
Wedle Weatherforda Mongołowie zaadaptowali na swoje potrzeby chrześcijański krzyż, jako święty symbol wskazujący cztery strony świata. Wśród poruszanych w Biblii zagadnień czuli powinowactwo z przemieszczającymi się plemionami izraelitów. Chrześcijaństwo zezwalało także na spożywanie mięsa, w przeciwieństwie do pełnego wegetarianizmu wyznawców Buddy, a w przeciwieństwie do muzułmanów wino było częścią obrzędów, czemu przyklaskiwali nie stroniący od alkoholu Mongołowie.
Kobiety w Mongolii manifestowały swoją wiarę tatuując sobie krzyż lub nosząc amulet z wyrytym krzyżem.

## Chrześcijańscy Kereici i Najmanowie
Kereici przyjęli nestorianizm na początku XI wieku. Innym plemieniem całkowicie zewangelizowanym na przełomie X i XI wieku byli Najmanowie. Chanat Kara Kitajów również posiadał sporą społeczność nestoriańskich chrześcijan, wymieszaną z buddystami i muzułmanami.

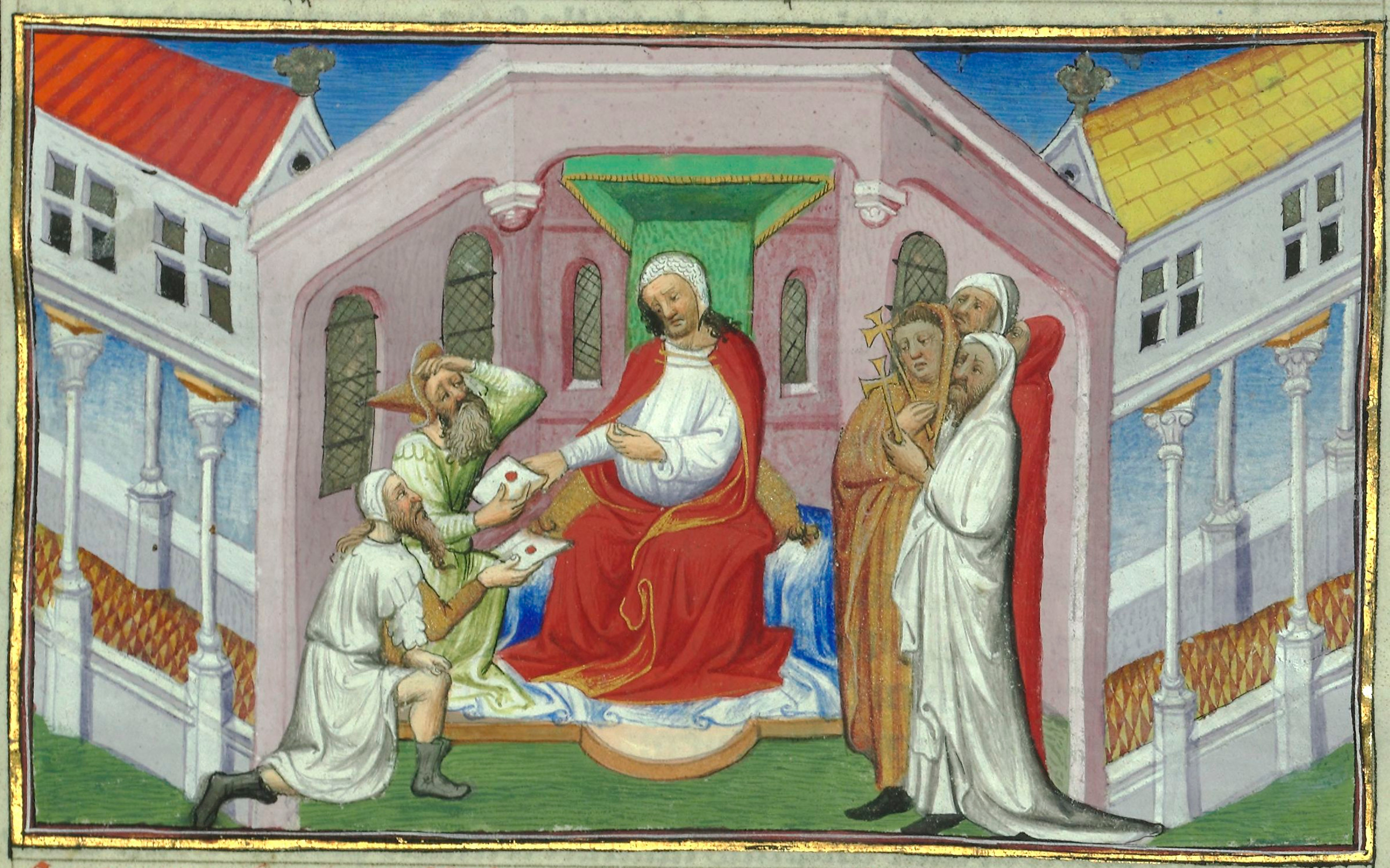
Obraz przedstawiający kereickiego władcę To’oriła zwanego „Wangiem Chanem” („królem i chanem”) jako księdza Jana w Le Livre des Merveilles z XV wieku.

Potwierdzenie ochrzczenia Kereitów wystawione zostało przez zachodniosyryjskiego historyka Grzegorza Bar Hebraeusa, opisującego list z 1009 roku biskupa Abdiszu z Antiochii Margiańskiej do patriarchy Jochanana VI, zawiadamiający o konwersji tegoż plemienia. Wedle Hebraeusa we wczesnym wieku XI kereicki chan zagubił drogę w górach podczas polowania. Kiedy stracił już wszelką nadzieję na ocalenie, w wizji pojawił się święty, który rzekł: „jeśli uwierzysz w Chrystusa, poprowadzę cię, inaczej będziesz zgubiony”. Chan powrócił do domu bezpiecznie, a spotkawszy później chrześcijańskich kupców zapytał o ich wiarę, pomny wizji. Za ich sugestią posłał do metropolity Antiochii Margiańskiej, aby kapłani i diakoni ochrzcili jego oraz jego plemię. W rezultacie tej misji chrzest przyjęło 20 000 ludzi.
Legenda księdza Jana była również łączona z nestoriańskimi władcami Kereitów – To'orił Ong-chan miał być tymże właśnie duchownym.

## Relacje z narodami chrześcijańskimi

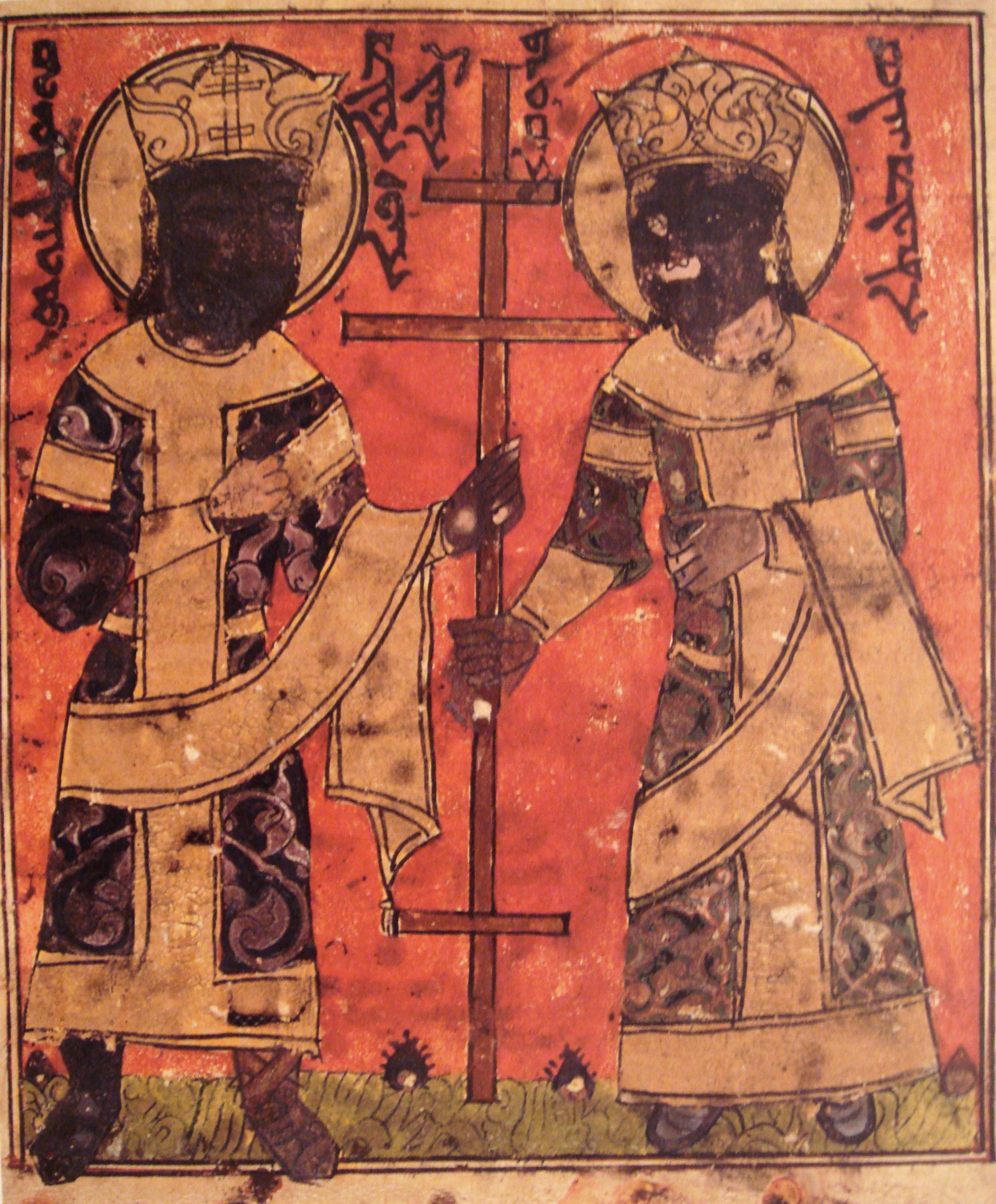
Hulagu-chan oraz jego żona Dokuz-chatun w syryjskiej biblii

Współpraca wojskowa z państwami chrześcijańskimi miała miejsce w latach 1259–1260. Król Hethum I z Armenii Mniejszej oraz jego zięć Boemund VI z Antiochii podporządkowali się Mongołom i podobnie jak inne państwa wasalne zapewniali im wojska do podbojów. Założyciel i przywódca Ilchanatu w 1260 roku Hulagu-chan sprzyjał chrześcijaństwu – chrześcijanką była jego matka, żona, chrześcijanami byli prominentni przywódcy wojskowi, jak Kitboga. Potomek Hulagu, Argun-chan wysłał nestoriańskiego mnicha rabana Bar Saumę jako ambasadora do zachodnich dworów, oferując przymierze między Mongołami a Europejczykami. Odwiedzając władców Bar Sauma tłumaczył:

Wiedzcie, o władcy, iż wielu naszych ojców [nestoriańskich misjonarzy działających od VII w.] dotarło do krajów Mongołów, Turków i Chińczyków, i nauczyło ich Ewangelii, i obecnie wielu Mongołów jest chrześcijanami. Albowiem wielu synów mongolskich królów i królowych zostało ochrzczonych i wyznaje Chrystusa. I założyli kościoły w swych wojskowych obozach, i oddają cześć chrześcijanom, i wielu jest wśród nich wierzących.

Po powrocie z podróży Bar Sauma napisał pokaźny raport z wędrówki, będący jednym z pierwszych opisów Europy oczami Wschodu.

## Wpływ Kościoła katolickiego
Praktykowane wśród Mongołów chrześcijaństwo pochodziło z rytu syryjskiego, od schizmy przez długi czas powiązanego z doktryną nestorianizmu. Pominąwszy legendy o księdzu Janie, przez wiele wieków mieszkańcy Europy byli nieświadomi funkcjonowania chrześcijaństwa w Azji. Po ponownym nawiązaniu kontaktów zachodni misjonarze byli wysyłani daleko na wschód, aby nawracać Azjatów na ryt katolicki, jako że nestorianizm był postrzegany przez Rzym, Konstantynopol i Aleksandrię za herezję. Poselstwa zachodnie docierały do stolic mongolskiego imperium – Karakorum, a następnie Chanbałyk (Pekin) w podbitych Chinach; spora ilość posłów trafiała również do najbliższego państwa o proweniencji mongolskiej – Ilchanatu na terenach dzisiejszego Iranu, Iraku i Syrii.
Już w 1223 roku franciszkańscy misjonarze podróżowali na wschód chcąc odwiedzić księcia Damaszku oraz kalifa Bagdadu. W 1240 roku 9 dominikanów pod przywództwem Guicharda z Cremony, wysłanych przez papieża Grzegorza IX dotarło do Tyflisu, stolicy chrześcijańskiej Gruzji. Gruzja poddała się prącym na zachód Mongołom w 1243 roku, zatem żyjący przez 5 lat w stolicy misjonarze musieli być wystawieni na kontakty z najeźdźcą.
W 1245 roku kolejny papież Innocenty IV wysłał cztery kolejny poselstwa do Mongołów. Głową pierwszego był André de Longjumeau, wcześniej wysłany przez Ludwika IX Świętego dla odzyskania korony cierniowej od Baldwina II; wyprawa ta jest opisana przez Mateusza Paryżanina. Trzy kolejny poselstwa zostały wysłane pomiędzy marcem a kwietniem 1245 roku, prowadzone przez kolejno – dominikanina Ascelina z Lombardii (któremu towarzyszył Szymon z Saint-Quentin, autor opisu wyprawy w „Historii Tartarorum”), franciszkanina Wawrzyńca z Portugalii oraz kolejnego franciszkanina Jana di Piano Carpiniego, któremu towarzyszył Benedykt Polak.
W 1253 roku franciszkanin Wilhelm z Rubruk ruszył do Karakorum, chcąc stać się lokalnym duchownym. Został przyjęty życzliwie, jednak zabroniono mu wszelkiej działalności misjonarskiej oraz pozostania w kraju. Podczas pobytu na dworze chanów Wilhelm, jako adwokat swojej wiary, wziął udział w dyspucie mającej ustalić prawdziwość trzech głównych religii – chrześcijaństwa, buddyzmu i islamu. Powróciwszy do Europy napisał 40-to stronicowy dokument opisujący zwyczaje i geografię imperium mongolskiego.
Wśród dominikańskich misjonarzy w państwie ilchanów znaleźli się także Riccoldo da Monte di Croce oraz Bartłomiej z Bolognii, który został później biskupem Maragi. Do roku 1300 franciszkanie i dominikanie sformowali wiele konwentów na tym terytorium – wśród miast misyjnych wymienić można Maragę, Tebriz, Soltanije, Tyflis i Erzurum. Aby skoordynować działania, papież założył arcybiskupstwo w Soltanije w 1318 roku, a na jego czele postawił Francona de Pérouse’ego oraz 6 innych biskupów. W 1330 następcą na stolcu arcybiskupim został Jean de Cor.
W 1302 roku patriarcha Jabalaha III, który w młodości towarzyszył rabanowi Bar Saumie w podróży na zachód, poczynił wyznanie wiary katolickiej, przesłane papieżowi. W liście z 1304 roku zaznaczył wszakże, że jego ruch spotkał się z dużym oporem ze strony nestoriańskiego kleru.
Mongolsko-europejskie kontakty straciły na intensywności po załamaniu się władzy tych pierwszych w Persji i stopniowym przyjmowaniu przez nich islamu. W 1295 roku Ghazan, prawnuk Hulagu, formalnie przeszedł na islam wstępując na tron Ilchanatu, podobnie jak zrobił to Berke-chan i przywódcy Złotej Ordy.
W listach pisanych do mongolskich władców w latach 1321–1322 papież nadal żywił nadzieję na ich ochrzczenie. Arcybiskup Jan z Soltanije naliczył około 500–1000 konwertytów w swoim mieście.
Do XIV wieku imperium mongolskie straciło na znaczeniu i przestało istnieć jako siła polityczna.

### Misje katolickie do mongolskich Chin

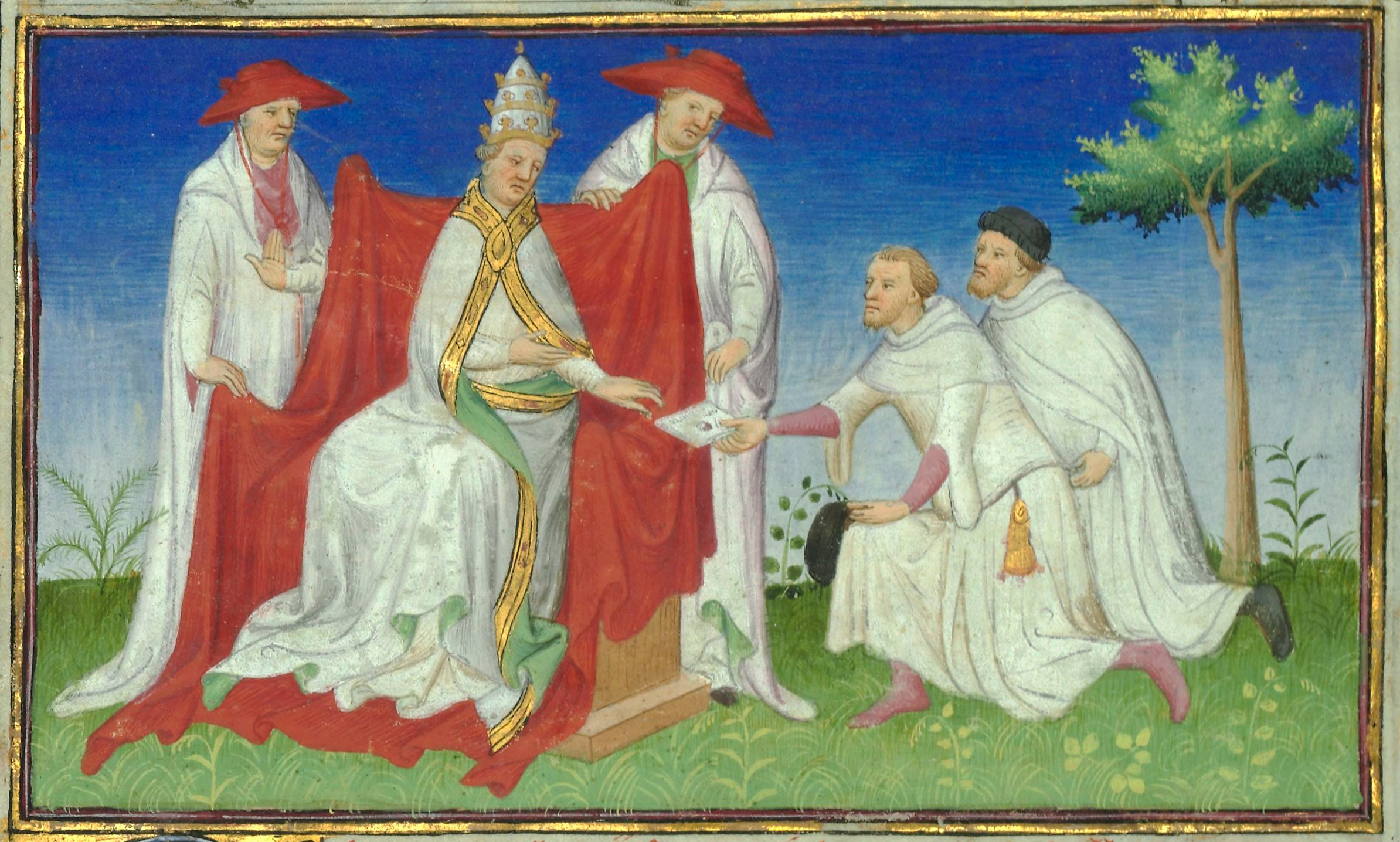
Niccolò i Maffeo Polo przekazują list od Kubilaj-chana do Grzegorza X w 1271 roku

W 1271 roku bracia Polo przywieźli list od Kubilaj-chana do Grzegorza X, w którym prosił on o przesłanie 100 nauczycieli wiedzy i religii, aby wzmocnić chrześcijaństwo w imperium mongolskim. Misja spaliła jednak na panewce z powodu oporu obecnego na dworze chana nestoriańskiego kleru, który sprzeciwiał się rozprzestrzenianiu rytu katolickiego.
W 1289 roku papież Mikołaj IV wysłał franciszkanina Jana z Montecorvino, który został pierwszym katolickim misjonarzem w Chinach. Przetłumaczył on Nowy Testament oraz Psalmy na język mongolski, zbudował centralny kościół i do 1305 ochrzcił około 6 tysięcy ludzi. Jego praca spotykała się z oporem nestorian. Franciszkańska misja rozrastała się, powstały kolejne centra w przybrzeżnych prowincjach Jiangsu (Yangzhou), Zhejiang (Hangzhou) i Fujian (Quanzhou). Po śmierci Montecorviny, w 1336 roku ostatni mongolski władca Chin, Togon Temür, wysłał poselstwo do Benedykta XII rezydującego w Awinionie; mongolski władca prosił o następcę poprzedniego przywódcy duchowego. W 1338 roku grupa 50 duchownych została wysłana przez papieża do Pekinu, wśród nich Giovanni de' Marignolli.
Dwie polityczne katastrofy przyspieszyły koniec katolicyzmu w Chinach. Po pierwsze, szalejąca w drugiej połowie XIV wieku czarna śmierć do tego stopnia przerzedziła zakony franciszkańskie, iż nie były w stanie przesyłać mnichów na wschód. Po drugie, upadek dynastii Yuan, wywołany powstaniem rdzennej ludności, która wypędziła Mongołów i usadziła na tronie własną dynastię Ming w 1368 roku. Do 1369 roku wszyscy chrześcijanie, zarówno katoliccy, jak syryjscy zostali wyrzuceni z kraju. Z końcem imperium mongolskiego w XIV wieku chrześcijaństwo prawie znikło z Azji Środkowej, głównie za sprawą ekspansji islamu.